# Lijst van voetbalinterlands Engeland - Zweden
Deze lijst van voetbalinterlands is een overzicht van alle officiële voetbalwedstrijden tussen de nationale teams van Engeland en Zweden. De landen speelden tot op heden 24 keer tegen elkaar. De eerste wedstrijd was een vriendschappelijk duel in Stockholm op 21 mei 1923. Het laatste duel, een kwartfinale tijdens het Wereldkampioenschap voetbal 2018, vond plaats op 7 juli 2018 in Samara (Rusland).

## Wedstrijden
| №  | Plaats     | Datum             | Competitie           | Wedstrijd         | Uitslag |
| -- | ---------- | ----------------- | -------------------- | ----------------- | ------- |
| 1  | Stockholm  | 21 mei 1923       | Vriendschappelijk    | Zweden – Engeland | 2 – 4   |
| 2  | Stockholm  | 17 mei 1937       | Vriendschappelijk    | Zweden – Engeland | 0 – 4   |
| 3  | Londen     | 19 november 1947  | Vriendschappelijk    | Engeland – Zweden | 4 – 2   |
| 4  | Stockholm  | 13 mei 1949       | Vriendschappelijk    | Zweden – Engeland | 3 – 1   |
| 5  | Stockholm  | 16 mei 1956       | Vriendschappelijk    | Zweden – Engeland | 0 – 0   |
| 6  | Londen     | 28 oktober 1959   | Vriendschappelijk    | Engeland – Zweden | 2 – 3   |
| 7  | Göteborg   | 16 mei 1965       | Vriendschappelijk    | Zweden – Engeland | 1 – 2   |
| 8  | Londen     | 22 mei 1968       | Vriendschappelijk    | Engeland – Zweden | 3 – 1   |
| 9  | Stockholm  | 10 juni 1979      | Vriendschappelijk    | Zweden – Engeland | 0 – 0   |
| 10 | Stockholm  | 10 september 1986 | Vriendschappelijk    | Zweden – Engeland | 1 – 0   |
| 11 | Londen     | 19 oktober 1988   | WK 1990 kwalificatie | Engeland – Zweden | 0 – 0   |
| 12 | Stockholm  | 6 september 1989  | WK 1990 kwalificatie | Zweden – Engeland | 0 – 0   |
| 13 | Stockholm  | 17 juni 1992      | EK 1992              | Zweden – Engeland | 2 – 1   |
| 14 | Leeds      | 8 juni 1995       | Vriendschappelijk    | Engeland – Zweden | 3 – 3   |
| 15 | Stockholm  | 5 september 1998  | EK 2000 kwalificatie | Zweden – Engeland | 2 – 1   |
| 16 | Londen     | 5 juni 1999       | EK 2000 kwalificatie | Engeland – Zweden | 0 – 0   |
| 17 | Manchester | 10 november 2001  | Vriendschappelijk    | Engeland – Zweden | 1 – 1   |
| 18 | Saitama    | 2 juni 2002       | WK 2002              | Engeland – Zweden | 1 – 1   |
| 19 | Göteborg   | 31 maart 2004     | Vriendschappelijk    | Zweden – Engeland | 1 – 0   |
| 20 | Keulen     | 20 juni 2006      | WK 2006              | Engeland – Zweden | 2 – 2   |
| 21 | Londen     | 15 november 2011  | Vriendschappelijk    | Engeland – Zweden | 1 – 0   |
| 22 | Kiev       | 15 juni 2012      | EK 2012              | Zweden – Engeland | 2 – 3   |
| 23 | Solna      | 14 november 2012  | Vriendschappelijk    | Zweden − Engeland | 4 − 2   |
| 24 | Samara     | 7 juli 2018       | WK 2018              | Zweden − Engeland | 0 − 2   |

## Samenvatting
| Competitie        | Totaal gespeeld | Winst Engeland | Gelijk | Winst Zweden | Doelsaldo Engeland – Zweden |
| ----------------- | --------------- | -------------- | ------ | ------------ | --------------------------- |
| WK-eindronde      | 3               | 1              | 2      | 0            | 5 − 3                       |
| WK-kwalificatie   | 2               | 0              | 2      | 0            | 0 − 0                       |
| EK-eindronde      | 2               | 1              | 0      | 1            | 4 − 4                       |
| EK-kwalificatie   | 2               | 0              | 1      | 1            | 1 − 2                       |
| Vriendschappelijk | 15              | 6              | 4      | 5            | 27 − 22                     |
| Totaal            | 24              | 8              | 9      | 7            | 37 − 31                     |

Wedstrijden bepaald door strafschoppen worden, in lijn met de FIFA, als een gelijkspel gerekend.

## Details

### Vijfde ontmoeting
| Vriendschappelijk (Stockholm, Zweden, 16 mei 1956): |              | |
| Zweden | 0 – 0        | Engeland |
| | goals        | |
| Rudolf Kock | bondscoach   | Walter Winterbottom |
| Karl-Oskar Svensson Åke Johansson Sven Axbom Sven-Ove Svensson Bengt Gustavsson Sigvard Parling Bengt Berndtsson Karl Löfgren Jan Ekström Bengt Lindskog Gösta Sandberg | opstellingen | Reginald Matthews Jeffrey Hall Roger Byrne Ronald Clayton Billy Wright Duncan Edwards Johnny Berry Peter Atyeo John Haynes Colin Grainger Tommy Taylor |
| - Debuut van Bengt Berndtsson (IFK Göteborg) en Jan Ekström (Malmö FF) voor Zweden.                                                                                     |              | |

### Negende ontmoeting
| Vriendschappelijk (Stockholm, Zweden, 10 juni 1979): |              | |
| Zweden | 0 – 0        | Engeland |
| | goals        | |
| Georg Ericson | bondscoach   | Ron Greenwood |
| Jan Möller Hans Borg Ronald Åhman Ingemar Erlandsson 46' Håkan Arvidsson Conny Torstensson Anders Linderoth Mats Nordgren Anders Grönhagen Tore Cervin Sigvard Johansson 75' | opstellingen | Peter Shilton Viv Anderson Trevor Cherry 46' Terry McDermott 46' Dave Watson Emlyn Hughes Kevin Keegan 67' Tony Currie Trevor Francis Tony Woodcock Laurie Cunningham |
| Klas Johansson 46' Peter Nilsson 75' | wissels      | 46' Ray Wilkins 46' Phil Thompson 67' Trevor Brooking |

### Elfde ontmoeting
| WK 1990 kwalificatie (Londen, Verenigd Koninkrijk, 19 oktober 1988):                                                                                      |              | |
| Engeland | 0 – 0        | Zweden |
| | goals        | |
| Bobby Robson | bondscoach   | Olle Nordin |
| Peter Shilton Gary M. Stevens Stuart Pearce Neil Webb Tony Adams 64' Terry Butcher Bryan Robson Peter Beardsley Chris Waddle Gary Lineker John Barnes 79' | opstellingen | Thomas Ravelli 77' Roland Nilsson Glenn Hysén Peter Larsson Roger Ljung Jonas Thern Glenn Strömberg Robert Prytz Joakim Nilsson 63' Hans Holmqvist Stefan Pettersson |
| Des Walker 64' Tony Cottee 79' | wissels      | 63' Johnny Ekström 77' Dennis Schiller |
| Peter Beardsley 39' Tony Adams 40' | gele kaarten | 35' Glenn Hysén |

### Twaalfde ontmoeting
| WK 1990 kwalificatie (Stockholm, Zweden, 6 september 1989): |              | |
| Zweden | 0 – 0        | Engeland |
| | goals        | |
| Olle Nordin | bondscoach   | Bobby Robson |
| Thomas Ravelli Roland Nilsson Glenn Hysén Peter Larsson Roger Ljung Leif Engqvist Jonas Thern Klas Ingesson 72' Joakim Nilsson 77' Mats Magnusson Johnny Ekström | opstellingen | Peter Shilton Gary M. Stevens Stuart Pearce Des Walker Terry Butcher Steve McMahon Chris Waddle 72' Neil Webb Peter Beardsley Gary Lineker 76' John Barnes |
| Glenn Strömberg 72' Anders Limpar 77' | wissels      | 72' Paul Gascoigne 76' David Rocastle |

### Dertiende ontmoeting
| EK 1992 (Malmö, Zweden, 17 juni 1992): |              | |
| Zweden | 2 – 1        | Engeland |
| Jan Eriksson 52' Tomas Brolin 83' | goals        | 4' David Platt |
| Tommy Svensson | bondscoach   | Graham Taylor |
| Thomas Ravelli Roland Nilsson Jan Eriksson Patrik Andersson Joachim Björklund Stefan Schwarz Klas Ingesson Jonas Thern Anders Limpar 46' Tomas Brolin Martin Dahlin | opstellingen | Chris Woods David Batty Martin Keown Des Walker Stuart Pearce Tony Daley Neil Webb Carlton Palmer 79' Andy Sinton 64' Gary Lineker David Platt |
| Johnny Ekström 46' | wissels      | 64' Alan Smith 79' Paul Merson |
| Patrik Andersson 43' Stefan Schwarz 69' Joachim Björklund 70' | gele kaarten | 10' Tony Daley 81' Neil Webb |

### Zestiende ontmoeting
| EK 2000 kwalificatie (Londen, Verenigd Koninkrijk, 5 juni 1999):                                                                                          |              | |
| Engeland | 0 – 0        | Zweden |
| | goals        | |
| Kevin Keegan | bondscoach   | Tommy Söderberg |
| David Seaman Phil Neville Martin Keown 35' Sol Campbell Graeme Le Saux 46' David Beckham 76' David Batty Paul Scholes Tim Sherwood Alan Shearer Andy Cole | opstellingen | Magnus Hedman Roland Nilsson Joachim Björklund Pontus Kåmark Patrik Andersson Fredrik Ljungberg Stefan Schwarz 7' Håkan Mild 83' Johan Mjällby 70' Henrik Larsson Kennet Andersson |
| Rio Ferdinand 35' Michael Gray 46' Ray Parlour 76' | wissels      | 7' Niclas Alexandersson 70' Magnus Svensson 83' Daniel Andersson |
| Andy Cole 33' David Batty 58' | gele kaarten | 38' Magnus Hedman 49' Stefan Schwarz 90+2' Kennet Andersson |
| Paul Scholes 27', 51' | rode kaarten | |
| - Vijftigste interland van aanvoerder Alan Shearer voor Engeland.                                                                                         |              | |

### Negentiende ontmoeting
| Vriendschappelijk (Gotenburg, Zweden, 31 maart 2004): |       |          |
| Zweden                                                | 1 – 0 | Engeland |
| Zlatan Ibrahimović 54'                                | goals |          |

### Twintigste ontmoeting
| WK 2006 (Keulen, Duitsland, 20 juni 2006): |              | |
| Zweden | 2 – 2        | Engeland |
| Marcus Allbäck 51' Henrik Larsson 90' | goals        | 34' Joe Cole 85' Steven Gerrard |
| Lars Lagerbäck | bondscoach   | Sven-Göran Eriksson |
| Andreas Isaksson Niclas Alexandersson Olof Mellberg Teddy Lučić Erik Edman Mattias Jonson 54' Tobias Linderoth 91' Kim Källström Fredrik Ljungberg Marcus Allbäck 75' Henrik Larsson | opstellingen | Paul Robinson Jamie Carragher 56' Rio Ferdinand John Terry Ashley Cole David Beckham Frank Lampard Owen Hargreaves Joe Cole 69' Wayne Rooney 4' Michael Owen |
| Christian Wilhelmsson 54' Johan Elmander 75' Daniel Andersson 91' | wissels      | 4' Peter Crouch 56' Sol Campbell 69' Steven Gerrard |
| Niclas Alexandersson 83' Fredrik Ljungberg 87' | gele kaarten | 76' Owen Hargreaves |
| - Marcus Allbäck maakt het 2000ste doelpunt op een WK-eindronde. |              | |

### 21ste ontmoeting
| Vriendschappelijk (Londen, Verenigd Koninkrijk, 15 november 2011):                                                                                         |              | |
| Engeland | 1 – 0        | Zweden |
| Gareth Barry 22' | goals        | |
| Fabio Capello | bondscoach   | Erik Hamrén |
| Joe Hart 46' John Terry Leighton Baines Gary Cahill Kyle Walker Phil Jones Stewart Downing Gareth Barry Jack Rodwell 58' Theo Walcott 58' Bobby Zamora 70' | opstellingen | Andreas Isaksson 46' Olof Mellberg Martin Olsson Daniel Majstorović 55' Mikael Lustig 70' Kim Källström Pontus Wernbloom 87' Rasmus Elm Sebastian Larsson 46' Zlatan Ibrahimović Johan Elmander |
| Scott Carson 46' Daniel Sturridge 58' James Milner 58' Darren Bent 70'                                                                                     | wissels      | 46' Jonas Olsson 46' Ola Toivonen 55' Christian Wilhelmsson 70' Anders Svensson 87' Emir Bajrami                                                                                                |
| | gele kaarten | 36' Johan Elmander 90' Pontus Wernbloom |
| - 42ste en laatste duel van Engeland onder leiding van bondscoach Fabio Capello. - Debuut van Daniel Sturridge (Chelsea) voor Engeland.                    |              | |

### 22ste ontmoeting
| EK 2012 (Kiev, Oekraïne, 15 juni 2012): |              | |
| Zweden | 2 – 3        | Engeland |
| Glen Johnson 49' (e.d.) Olof Mellberg 59' | goals        | 23' Andy Carroll 64' Theo Walcott 78' Danny Welbeck                                                                                                  |
| Erik Hamrén | bondscoach   | Roy Hodgson |
| Andreas Isaksson Martin Olsson Jonas Olsson Olof Mellberg Andreas Granqvist 66' Kim Källström Anders Svensson Rasmus Elm 81' Zlatan Ibrahimović Sebastian Larsson Johan Elmander 80' | opstellingen | Joe Hart Ashley Cole Joleon Lescott John Terry Glen Johnson Ashley Young Scott Parker Steven Gerrard 61' James Milner Andy Carroll 90' Danny Welbeck |
| Mikael Lustig 66' Markus Rosenberg 80' Christian Wilhelmsson 81' | wissels      | 61' Theo Walcott 90' Alex Oxlade-Chamberlain |
| Olof Mellberg 63' Jonas Olsson 72' Anders Svensson 90' | gele kaarten | 58' James Milner |

### 23ste ontmoeting
| Vriendschappelijk (Solna, Zweden, 14 november 2012): |              | |
| Zweden | 4 – 2        | Engeland |
| Zlatan Ibrahimović 20' Zlatan Ibrahimović 78' Zlatan Ibrahimović 84' Zlatan Ibrahimović 90' | goals        | 35' Danny Welbeck 38' Steven Caulker |
| Erik Hamrén | bondscoach   | Roy Hodgson |
| Andreas Isaksson Jonas Olsson 46' Martin Olsson Andreas Granqvist 73' Mikael Lustig 74' Kim Källström 61' Rasmus Elm Sebastian Larsson 86' Alexander Kačaniklić Zlatan Ibrahimović Mathias Ranégie 89' | opstellingen | Joe Hart 75' Glen Johnson Leighton Baines Gary Cahill 74' Steven Caulker 75' Steven Gerrard 61' Ashley Young Leon Osman 61' Tom Cleverley 85' Raheem Sterling Danny Welbeck |
| Behrang Safari 46' Anders Svensson 61' Mikael Antonsson 73' Tobias Sana 74' Pontus Jansson 86' Pontus Wernbloom 89' | wissels      | 61' Jack Wilshere 61' Daniel Sturridge 74' Ryan Shawcross 75' Carl Jenkinson 75' Tom Huddlestone 85' Wilfried Zaha                                                          |
| Andreas Granqvist 68' Zlatan Ibrahimović 90+1' | gele kaarten | 87' Jack Wilshere |
| - Debuut van Carl Jenkinson (Arsenal), Steven Caulker (Tottenham Hotspur), Ryan Shawcross (Stoke City), Leon Osman (Everton), Raheem Sterling (Liverpool) en Wilfried Zaha (Crystal Palace) voor Engeland. - Honderdste interland van Steven Gerrard (Liverpool) voor Engeland. - Bij de 4-2 kwam doelman Joe Hart uit zijn doel, kopte de bal weg, waarna Zlatan Ibrahimović met een omhaal van zo'n twintig meter scoorde. |              | |

### 24ste ontmoeting
| Kwartfinale WK 2018 (Samara, Rusland, 7 juli 2018): |              | |
| Zweden | 0 – 2        | Engeland |
| | goals        | 30' Harry Maguire 59' Dele Alli |
| Janne Andersson | bondscoach   | Gareth Southgate |
| Robin Olsen Victor Lindelöf Andreas Granqvist Ludwig Augustinsson Emil Krafth 85' Sebastian Larsson Albin Ekdal Emil Forsberg 65' Viktor Claesson Marcus Berg Ola Toivonen 65' | opstellingen | Jordan Pickford Kyle Walker John Stones Harry Maguire Kieran Trippier Ashley Young Jesse Lingard 85' Jordan Henderson 77' Dele Alli Harry Kane 90' Raheem Sterling |
| John Guidetti 65' Martin Olsson 65' Pontus Jansson 85' | wissels      | 77' Fabian Delph 86' Eric Dier 90' Marcus Rashford |
| John Guidetti 87' Sebastian Larsson 90' | gele kaarten | 87' Harry Maguire |
| - Engeland bereikt de halve finales van het WK voor de eerste keer sinds 1990.                                                                                                 |              | |

FA · A-internationals · Selecties · Bondscoaches · Engels vrouwenelftal · Brits olympisch elftal · Engeland -21 · Engeland -20 · Engeland -19 · Engeland -18 · Engeland -17 · Engeland -16 · Vrouwen -17
1872 – 1899 ·
1900 – 1919 ·
1920 – 1929 ·
1930 – 1939 ·
1940 – 1949 ·
1950 – 1959 ·
1960 – 1969 ·
1970 – 1979 ·
1980 – 1989 ·
1990 – 1999 ·
2000 – 2009 ·
2010 – 2019 ·
2020 − 2029
EK's: 1968 ·
1980 ·
1988 ·
1992 ·
1996 ·
2000 ·
2004 ·
2012 · 
2016 · 
2020 · 
2024
WK's: 1950 ·
1954 ·
1958 ·
1962 ·
1966 ·
1970 ·
1982 ·
1986 ·
1990 ·
1998 ·
2002 ·
2006 ·
2010 ·
2014 ·
2018 · 
2022
Albanië ·
Algerije ·
Andorra ·
Argentinië ·
Australië ·
Azerbeidzjan ·
België ·
Bosnië en Herzegovina ·
Brazilië ·
Bulgarije ·
Canada ·
Chili ·
China ·
Colombia ·
Costa Rica ·
Cyprus ·
Denemarken ·
DDR · 
Duitsland ·
Ecuador ·
Egypte ·
Estland ·
Finland ·
Frankrijk ·
Georgië ·
Ghana ·
GOS ·
Griekenland ·
Honduras ·
Hongarije ·
Ierland ·
IJsland · 
Iran ·
Israël ·
Italië ·
Ivoorkust ·
Jamaica ·
Japan ·
Joegoslavië ·
Kameroen ·
Kazachstan ·
Koeweit ·
Kosovo ·
Kroatië ·
Liechtenstein ·
Litouwen ·
Luxemburg ·
Maleisië ·
Malta ·
Marokko ·
Mexico ·
Moldavië ·
Montenegro ·
Nederland ·
Nieuw-Zeeland ·
Nigeria ·
Noord-Ierland ·
Noord-Macedonië ·
Noorwegen ·
Oekraïne ·
Oostenrijk ·
Panama · 
Paraguay ·
Peru · 
Polen ·
Portugal ·
Roemenië ·
Rusland ·
San Marino · 
Saoedi-Arabië ·
Schotland ·
Senegal ·
Servië ·
Servië en Montenegro · 
Slovenië ·
Slowakije ·
Sovjet-Unie ·
Spanje ·
Trinidad en Tobago ·
Tsjechië ·
Tsjecho-Slowakije ·
Tunesië ·
Turkije ·
Uruguay ·
Verenigde Staten ·
Wales ·
Wit-Rusland ·
Zuid-Afrika ·
Zuid-Korea ·
Zweden ·
Zwitserland
Algerije (2010) · 
Argentinië (1986) · 
Argentinië (1998) · 
Argentinië (2002) · 
België (1990) · 
België (2018, 1) · 
België (2018, 2) · 
Brazilië (2002) · 
Colombia (1998) ·
Colombia (2018) ·
Costa Rica (2014) ·
Denemarken (2002) ·
Denemarken (2021) · 
Duitsland (2000) ·
Duitsland (2010) ·
Duitsland (2021) ·
Ecuador (2006) ·
Egypte (1990) ·
Frankrijk (1982) ·
Frankrijk (2012) ·
Frankrijk (2022) ·
Ierland (1990) · 
IJsland (2016) ·
Italië (1990) · 
Italië (2012) · 
Italië (2014) · 
Italië (2021) · 
Kameroen (1990) · 
Koeweit (1982) · 
Kroatië (2018) ·
Kroatië (2021) · 
Marokko (1986) · 
Nederland (1990) · 
Nigeria (2002) · 
Oekraïne (2012) · 
Oekraïne (2021) ·
Panama (2018) · 
Paraguay (1986) · 
Paraguay (2006) · 
Polen (1986) · 
Portugal (1986) · 
Portugal (2000) · 
Portugal (2006) · 
Roemenië (1998) ·
Roemenië (2000) ·
Rusland (2016) ·
Schotland (2021) ·
Senegal (2022) ·
Slovenië (2010) ·
Slowakije (2016) ·
Spanje (1982) ·
Spanje (2024) ·
Trinidad en Tobago (2006) ·
Tsjechië (2021) ·
Tsjecho-Slowakije (1982) ·
Tunesië (1998) ·
Tunesië (2018) ·
Uruguay (2014) ·
Verenigde Staten (2010) ·
Wales (2016) · 
West-Duitsland (1966) ·
West-Duitsland (1982) ·
West-Duitsland (1990) ·
Zweden (2002) ·
Zweden (2006) · 
Zweden (2012)
SvFF · A-internationals · Selecties · Bondscoaches · Zweeds vrouwenelftal · Olympisch elftal · Zweden U21 · Zweden U20 · Zweden U19 · Zweden U18 · Zweden U17 · Zweden U16 · Vrouwen U17
1908 – 1919 ·
1920 – 1929 ·
1930 – 1939 ·
1940 – 1949 ·
1950 – 1959 ·
1960 – 1969 ·
1970 – 1979 ·
1980 – 1989 ·
1990 – 1999 ·
2000 – 2009 ·
2010 – 2019 ·
2020 − 2029
EK 1960 · 
EK 1964 · 
EK 1968 · 
EK 1972 · 
EK 1976 · 
EK 1980 · 
EK 1984 · 
EK 1988 · 
EK 1992 ·
EK 1996 · 
EK 2000 ·
EK 2004 ·
EK 2008 ·
EK 2012 · 
EK 2016 · 
EK 2020
WK 1930 · 
WK 1934 ·
WK 1938 ·
WK 1950 ·
WK 1954 · 
WK 1958 ·
WK 1962 · 
WK 1966 · 
WK 1970 ·
WK 1974 ·
WK 1978 ·
WK 1982 · 
WK 1986 · 
WK 1990 ·
WK 1994 ·
WK 1998 · 
WK 2002 ·
WK 2006 ·
WK 2010 · 
WK 2014 · 
WK 2018
OS 1908 · 
OS 1912 · 
OS 1920 · 
OS 1924 · 
OS 1928 · 
OS 1932 · 
OS 1936 · 
OS 1948 · 
OS 1952 · 
OS 1956 · 
OS 1964 · 
OS 1968 · 
OS 1972 · 
OS 1976 · 
OS 1980 · 
OS 1984 · 
OS 1988 · 
OS 1992 · 
OS 1996 · 
OS 2000 · 
OS 2004 · 
OS 2008 · 
OS 2012 · 
OS 2016
1908 · 
1909 · 
1910 · 
1911 · 
1912 · 
1913 · 
1914 · 
1915 · 
1916 · 
1917 · 
1918 · 
1919 · 
1920 · 
1921 · 
1922 · 
1923 · 
1924 · 
1925 · 
1926 · 
1927 · 
1928 · 
1929 · 
1930 · 
1931 · 
1932 · 
1933 · 
1934 · 
1935 · 
1936 · 
1937 · 
1938 · 
1939 · 
1940 ·
1941 ·
1942 ·
1943 ·
1944  ·
1945 · 
1946 · 
1947 · 
1948 · 
1949 · 
1950 · 
1952 · 
1952 · 
1953 · 
1954 · 
1955 · 
1956 · 
1957 · 
1958 · 
1959 ·
1960 · 
1961 · 
1962 · 
1963 · 
1964 · 
1965 · 
1966 · 
1967 · 
1968 · 
1969 ·
1970 · 
1971 · 
1972 · 
1973 · 
1974 · 
1975 · 
1976 · 
1977 · 
1978 · 
1979 ·
1980 · 
1981 · 
1982 · 
1983 · 
1984 · 
1985 · 
1986 · 
1987 · 
1988 · 
1989 · 
1990 · 
1991 · 
1992 · 
1993 · 
1994 · 
1995 · 
1996 · 
1997 · 
1998 · 
1999 · 
2000 · 
2001 · 
2002 · 
2003 · 
2004 · 
2005 · 
2006 · 
2007 · 
2008 · 
2009 · 
2010 · 
2011 · 
2012 · 
2013 · 
2014 · 
2015 · 
2016 · 
2017 · 
2018 ·
2019 ·
2020 ·
2021
Albanië ·
Algerije ·
Argentinië ·
Armenië ·
Australië ·
Azerbeidzjan ·
Bahrein ·
Barbados ·
België ·
Bosnië en Herzegovina ·
Botswana ·
Brazilië ·
Bulgarije ·
Chili ·
China ·
Colombia ·
Costa Rica ·
Cuba ·
Cyprus ·
DDR ·
Denemarken ·
Duitsland ·
Ecuador ·
Egypte ·
Engeland ·
Estland ·
Faeröer ·
Finland ·
Frankrijk ·
Georgië ·
Griekenland ·
Hongarije ·
Ierland ·
IJsland ·
Iran ·
Israël ·
Italië ·
Ivoorkust ·
Jamaica ·
Japan ·
Joegoslavië ·
Jordanië ·
Kameroen ·
Kazachstan ·
Kosovo ·
Kroatië ·
Letland ·
Liechtenstein ·
Litouwen ·
Luxemburg ·
Maleisië ·
Malta ·
Mexico ·
Moldavië ·
Montenegro ·
Nederland ·
Nieuw-Zeeland ·
Nigeria ·
Noord-Ierland ·
Noord-Korea ·
Noord-Macedonië ·
Noorwegen ·
Oekraïne ·
Oezbekistan ·
Oman ·
Oostenrijk ·
Paraguay ·
Peru ·
Polen ·
Portugal ·
Qatar ·
Roemenië ·
Rusland ·
San Marino ·
Saoedi-Arabië ·
Schotland ·
Senegal ·
Servië ·
Singapore ·
Slovenië ·
Slowakije ·
Sovjet-Unie ·
Spanje ·
Syrië ·
Thailand ·
Trinidad en Tobago ·
Tsjechië ·
Tsjecho-Slowakije ·
Tunesië ·
Turkije ·
Uruguay ·
Venezuela ·
Verenigde Arabische Emiraten ·
Verenigde Staten ·
Verenigd Koninkrijk ·
Wales ·
Wit-Rusland ·
Zuid-Afrika ·
Zuid-Korea ·
Zwitserland
Brazilië (1958) ·
Duitsland (2006) ·
Duitsland (2018) ·
Engeland (2006) ·
Engeland (2012) ·
Engeland (2018) ·
Frankrijk (2012) ·
Griekenland (2008) ·
Ierland (2016) ·
Italië (2016) ·
Mexico (2018) ·
Oekraïne (2012) ·
Oekraïne (2021) ·
Paraguay (2006) ·
Polen (2021) ·
Rusland (2008) ·
Slowakije (2021) ·
Spanje (2008) ·
Spanje (2021) ·
Trinidad en Tobago (2006) ·
Zuid-Korea (2018) ·
Zwitserland (2018)